# Unterschelmerath
Unterschelmerath ist ein Ort in der Gemeinde Engelskirchen im Oberbergischen Kreis in Nordrhein-Westfalen in Deutschland.

## Lage und Beschreibung
Der Ort liegt im Südwesten von Engelskirchen im Tal der Agger. Nachbarorte sind Loope, Oberschelmerath und Erlenhof.

## Geschichte
1413 wird im Kämmereiregister für den Fronhof Lindlar der Ort mit der Ortsbezeichnung „Schelmenroede“ genannt. In der Karte Topographische Aufnahme der Rheinlande von 1825 werden Unter- und Oberschelmenrath mit der gemeinsamen Ortsbezeichnung Schelmenrath verzeichnet. Ab der Preußischen Uraufnahme von 1845 wird die Ortsbezeichnung Unterschelmenrath verwendet.